# 차코 전쟁
차코 전쟁(스페인어: Guerra del Chaco)은 그란차코 지방의 소유권을 놓고 파라과이와 볼리비아 간에 일어난 전쟁이다. 파라과이가 승리해 그란차코 지방을 차지했다. 양측은 이 전쟁에서 육군과 항공 전력을 사용했다.

## 경과

### 태평양 전쟁
두 나라의 적대 행위는 이미 1928년 필코마요강 북쪽과, 그란차코의 일부를 이루는 파라과이강 서쪽에 위치한 광활한 황야 지역인 차코보레알(면적 25만 9,000km2)에서 벌어지기 시작했다. 이 충돌은 칠레가 볼리비아를 격퇴하고 볼리비아의 모든 해안지방을 합병한 태평양 전쟁(1879년 ~ 1884년)의 결과에서 비롯되었다. 그 뒤 볼리비아는 해안이 봉쇄된 상황을 해결하기 위해 라플라타강을 통해 대서양 연안에 이르는 진로를 개척하려 했다. 이 진로를 가로질러 그란차코가 놓여 있었고 볼리비아인들은 그란차코에 막대한 석유자원이 있다고 생각했다.

### 전쟁의 발생
볼리비아는 파라과이보다 훨씬 유리한 것처럼 보였다. 파라과이보다 인구가 3배나 많았고, 독일의 장군 한스 폰 쿤트에 의해 잘 훈련된 군대를 갖고 있었으며, 미국 은행의 차관으로 구입한 충분한 무기를 가지고 있었다. 그러나 인디언 징병으로 구성된 볼리비아군의 사기는 낮았으며, 반면 파라과이군들은 저지대 늪지와 정글에서 더 잘 싸울 수 있었다. 저지대 늪지와 정글에서 많은 볼리비아군들은 총격전으로 희생되었을 뿐만 아니라 질병과 독사에 물려죽었다. 
두 나라는 이 분쟁지역에 군사기지를 세웠다. 1928년 12월 5일, 파라과이는 아메리카 각국의 중재 노력에도 불구하고 전면전으로 치달은 일련의 제한적인 공격을 시작했다. 양측 군대는 좀더 많은 병력을 차코에 배치했으며 1932년이 되자 전쟁은 이미 진행되고 있었다. 6월, 볼리비아는 그란차코 북부 지역에 있는 파라과이 기지를 점령했고 포르틴 보케론(보케론 성채)에 대항해 차코 중부지역에서 성공적인 공격을 시작했다. 8월, 파라과이는 동원령을 발포하고 호세 펠릭스 에스티가리비아 장군이 이끄는 부대를 보내 포르틴 보케론에 대한 최초의 주요공격을 감행했다. 포르틴 보케론은 9월말에 함락되었다. 볼리비아는 쿤트 장군을 소환하고 포르틴 나나와(나나와 성채)를 공격하기 위해 남부지방에 병력을 집결시켰다. 몇 개월 간 이곳에서 격렬한 전투가 벌어졌다. 
파라과이는 1933년 5월 10일에 공식적으로 전쟁을 선포했다. 10월말 에스티가리비아 장군은 확대된 전선을 따라 일련의 공격을 감행했고, 볼리비아의 다니엘 살라망카 대통령이 쿤트를 엔리케 페냐란다 장군으로 교체할 정도로 에스티가리비아 장군은 많은 전과를 올렸다. 1934년 1월 9일, 3주 동안의 일시적 휴전이 끝난 뒤 에스티가리비아 장군은 볼리비아의 발리비안 기지에 대한 공격을 재개했다. 3~7월 발리비안에서는 차코 전쟁에서 가장 격렬한 전투가 벌어졌다. 발리비안 기지는 11월 17일 함락되었고 살라망카 대통령은 사임해야 했다. 파라과이군은 1935년 1월 볼리비아의 영내까지 계속 쳐들어갔다.

### 전쟁의 종식
1935년 6월 12일, 볼리비아군의 반격으로 파라과이군이 수세에 몰리게 된 뒤 휴전이 이루어졌다. 이 전쟁에서 약 10만 명이 목숨을 잃을 정도로 두 나라는 많은 희생을 치렀다. 평화조약은 아르헨티나·브라질·칠레·페루·우루과이·미국이 참가한 차코 평화회의에서 마련되어 1938년 7월 21일에 부에노스아이레스에서 조인되었다. 파라과이는 분쟁 지역 대부분(그란차코 지방 전체 면적의 2/3)에 대한 소유권을 얻었고, 볼리비아는 파라과이강 회랑 지대와 푸에르토카사도 항구를 얻었다. 이 전쟁은 볼리비아 경제를 붕괴시켰고 곤궁한 볼리비아 일반 대중 사이에 개혁요구를 불러일으켰다. 한편 평화 조약의 체결은 주로 아르헨티나의 공으로 돌려졌으며 아르헨티나의 투자가들은 파라과이가 영토를 획득함에 따라 큰 이득을 얻었다.